# Paris (Arkansas)
Paris – miasto w Stanach Zjednoczonych, w stanie Arkansas, jedna z dwóch stolica hrabstwa Logan.

## Demografia
W 2008 liczyło 3668 mieszkańców. W 2023 liczba mieszkańców spadła do 3302 osób, a gęstość zaludnienia do 266,3 osoby/km².